# Nesodillo medius
Nesodillo medius är en kräftdjursart som beskrevs av Karl Wilhelm Verhoeff1926. Nesodillo medius ingår i släktet Nesodillo och familjen Armadillidae. Inga underarter finns listade i Catalogue of Life.